# San Pedro de Gaíllos
San Pedro de Gaíllos település Spanyolországban, Segovia tartományban. San Pedro de Gaíllos Cantalejo, Sepúlveda, Aldealcorvo, Condado de Castilnovo, Valleruela de Sepúlveda, La Matilla és Rebollo községekkel határos. Lakosainak száma 311 fő (2024).

## Népesség
A település népessége az elmúlt években az alábbi módon változott:
| Lakosok száma | 339  | 353  | 343  | 335  | 317  | 277  | 300  | 285  | 282  | 311  |
|               | 2001 | 2004 | 2007 | 2009 | 2012 | 2014 | 2017 | 2019 | 2022 | 2024 |